# Latécoère 550
Latécoère 550 là một loại thủy phi cơ 4 động cơ của Pháp, được thiết kế đầu thập niên 1930 làm máy bay ném bom/máy bay ném bom ngư lôi.

## Tính năng kỹ chiến thuật (thủy phi cơ)
Dữ liệu lấy từ Cuny 1992, tr. 177
Đặc tính tổng quan
- Kíp lái: 5
- Chiều dài: 19,79 m (64 ft 11 in)
- Sải cánh: 33,97 m (111 ft 5 in)
- Chiều cao: 5,79 m (19 ft 0 in)
- Diện tích cánh: 129 m2 (1.390 foot vuông)
- Trọng lượng rỗng: 7.264 kg (16.014 lb) lên tới 7.305 kg phụ thuộc vào thiết bị
- Trọng lượng có tải: 10.569 kg (23.301 lb)
- Động cơ: 4 × Gnôme et Rhône 9 Kdr , 370 kW (500 hp)  mỗi chiếc ở vòng quay 2.250 rpm

Hiệu suất bay
- Vận tốc cực đại: 252 km/h (157 mph; 136 kn) ở 100 m
- Bán kính chiến đấu: 1.000 km (621 mi; 540 nmi)
- Trần bay: 6.500 m (21.325 ft) calculated
- Vận tốc lên cao: 4,10 m/s (807 ft/min) lên độ cao 4000 m (13.125 ft)

Vũ khí trang bị

- Súng máy Lewis 7,7 mm (0.303 in)
- Bom và ngư lôi với tổng trọng lượng 1.500 kg (3.100 lb)